# بروس هنتر (لاعب اتحاد الرغبي)
بروس هنتر (بالإنجليزية: Bruce Hunter)‏ هو منافس ألعاب قوى نيوزيلندي، ولد في 16 سبتمبر 1950 في أوامرو ‏ في نيوزيلندا.

## وصلات خارجية
- بروس هنتر عل موقع إسبنسكروم (الإنجليزية)